# If I Were a Carpenter
| Đánh giá chuyên môn  | Đánh giá chuyên môn |
| Nguồn đánh giá       | Nguồn đánh giá      |
| Nguồn                | Đánh giá            |
| -------------------- | ------------------- |
| AllMusic             | [ 1 ]               |
| Entertainment Weekly | A−                  |
| Los Angeles Times    | [ 3 ]               |
| Rolling Stone        | [ 4 ]               |

If I Were a Carpenter (tạm dịch: Nếu tôi là một thành viên của Carpenters) là một album đề tặng do nhiều nghệ sĩ thực hiện để tri ân bộ đôi nghệ sĩ người Mỹ The Carpenters. Album được A&M Records phát hành vào ngày 13 tháng 9 vào năm 1994, nhân dịp kỷ niệm 25 năm ngày phát hành album đầu tay Offering của The Carpenters. If I Were a Carpenter bao gồm những bản hát lại các ca khúc hit của Richard và Karen Carpenter theo phong cách nhạc rock. Vào những năm đầu của thập niên 1990, hai nhà sản xuất Matt Wallace và Dave Konjoyan đã tập hợp 14 nghệ sĩ và ban nhạc alternative rock và punk rock, trong đó có Sheryl Crow, The Cranberries, Dishwalla, Grant Lee Buffalo, Shonen Knife và Sonic Youth, để thu âm một album tri ân The Carpenters.

## Bối cảnh và thu âm
Nữ ca sĩ Karen Carpenter, một nửa của bộ đôi The Carpenters, qua đời vì những biến chứng của căn bệnh chán ăn tâm thần vào sáng ngày 4 tháng 2 năm 1983, hưởng dương 32 tuổi. Sau đó, sự nghiệp của The Carpenters chấm dứt vì không còn giọng ca chính. Trong một vài năm sau, cuộc đời và sự nghiệp của Karen trở thành chủ đề của một số phim ngắn và sách tiểu sử, trong đó nổi bật nhất là bộ phim ngắn Superstar: The Karen Carpenter Story (1987) của nhà làm phim Todd Haynes. Hiệu ứng của bộ phim đã xua tan đi những "định kiến" trước đó rằng âm nhạc và hình ảnh của The Carpenters là "nhạt nhòa", "đơn điệu" và "sến sẩm". Giới phê bình và công chúng tại Hoa Kỳ bắt đầu đón nhận âm nhạc của bộ đôi nghệ sĩ theo chiều hướng tích cực hơn. Năm 1990, trong album phòng thu Goo, nhóm nhạc alternative rock người Mỹ Sonic Youth đã thu âm một ca khúc có tựa đề "Tunic (Song for Karen)" để "tri ân và khóc thương" cho cuộc đời của Karen Carpenter.

## Danh sách bài hát
| STT | Nhan đề                                     | Nghệ sĩ trình bày                    | Thời lượng |
| --- | ------------------------------------------- | ------------------------------------ | ---------- |
| 1.  | "Goodbye to Love"                           | American Music Club                  | 3:12       |
| 2.  | "Top of the World"                          | Shonen Knife                         | 3:55       |
| 3.  | "Superstar"                                 | Sonic Youth                          | 4:06       |
| 4.  | "(They Long to Be) Close to You"            | The Cranberries                      | 2:40       |
| 5.  | "For All We Know"                           | Bettie Serveert                      | 3:27       |
| 6.  | "It's Going to Take Some Time"              | Dishwalla                            | 4:16       |
| 7.  | "Solitaire"                                 | Sheryl Crow                          | 4:43       |
| 8.  | "Hurting Each Other"                        | Johnette Napolitano và Marc Moreland | 4:09       |
| 9.  | "Yesterday Once More"                       | Redd Kross                           | 3:58       |
| 10. | "Calling Occupants of Interplanetary Craft" | Babes In Toyland                     | 4:06       |
| 11. | "Rainy Days and Mondays"                    | Cracker                              | 3:44       |
| 12. | "Let Me Be the One"                         | Matthew Sweet                        | 3:26       |
| 13. | "Bless the Beasts and Children"             | 4 Non Blondes                        | 4:17       |
| 14. | "We've Only Just Begun"                     | Grant Lee Buffalo                    | 3:51       |